# Předseda vlády Ukrajiny
Předseda vlády Ukrajiny (ukrajinsky Прем'єр-міністр України) je hlavou vlády Ukrajiny, která je nejvyšším orgánem výkonné moci. Sídlem předsedy je Budova Vlády Ukrajiny v Kyjevě. 
Po vyhlášení nezávislosti Ukrajiny v roce 1991 se prvním premiérem stal Vitold Fokin, první ženou v úřadu Julija Tymošenková a první takovou osobou ze západní Ukrajiny Arsenij Jaceňuk. Od července 2025 je předsedkyní vlády Julija Svyrydenková.

## Jmenování a demise
Jméno kandidáta na předsedu vlády předkládá jednokomorovému parlamentu prezident republiky, a to na návrh parlamentních frakcí disponujících většinou, nejpozději do patnácti dnů od obdržení návrhu. Předsedu vlády jmenuje parlament ve formě schválení prostou většinou. Demisi premiér podává do rukou prezidenta, což znamená zároveň demisi celé vlády.

## Kompetence
Premiér stojí v čele nejvyšší instituce výkonné moci, ukrajinské vlády, a podepisuje dekrety přijaté kabinetem. Parlamentu je oprávněn navrhovat kandidáty na ministry, kromě ministra zahraničních věcí a obrany, které jmenuje prezident. Předseda vlády může rovněž prezidentovi navrhnout ke zvážení kandidáty na předsedy regionálních samospráv.
Předseda vlády může rovněž spolupodepisovat dekrety a zákony přijaté prezidentem. Přesné podmínky kontrasignace ústava nestanovuje. Předseda vlády (a příslušný ministr) je odpovědný za výkon zákonů přijatých vládou.

## Seznam předsedů vlád Ukrajiny

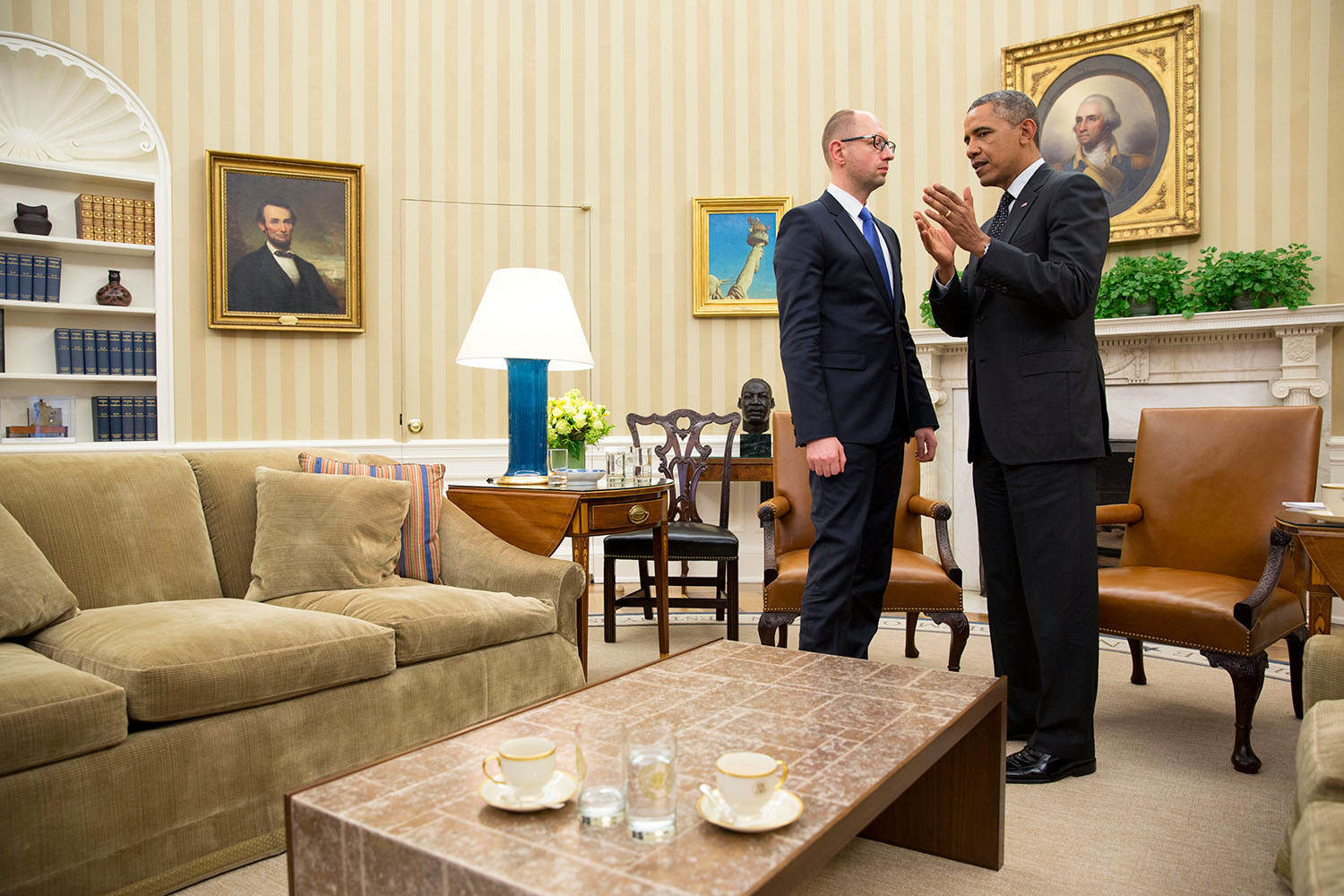
Barack Obama a Arsenij Jaceňuk v Oválné pracovně, 2014

Od nabytí nezávislosti Ukrajiny v roce 1991 působilo v úřadu osmnáct předsedů vlády. Nejdelší mandát vykonával Mykola Azarov a poté Julije Tymošenková.